# Постумий Суагр
Посту́мий Суа́гр (лат. Postumius Suagrus; умер после 275 года) — римский военный и политический деятель второй половины III века.

## Биография
Происходил из рода Постумиев (не следует путать с известным республиканским семейством). До 275 года Суагр занимал должность консула-суффекта, а в 275 году он находился на посту префекта города Рима.